# FN:s miljöprograms finansinitiativ
FN:s Miljöprograms Finansinitiativ, ofta förkortat UNEP FI, är en offentlig-privat samverkan mellan Förenta Nationernas miljöprogram (UNEP) och den finansiella sektorn. Organisationen har ca 200 medlemmar från världens ledande banker, kapitalförvaltare och försäkringsbolag.
UNEP FI försöker att förbättra implementeringen av hållbar utveckling på alla plan inom finansiella institutioners operativa arbete genom att introducera ESG-frågor (Environmental, Social and Governance) i riskanalyser.
Organisationen är känd för att ha tagit fram och utvecklat ”Principles for Responsible Investment” (PRI), som skrivits under av över 900 finansiella institutioner.

## Bakgrund
UNEP FI växte fram efter att en mindre grupp banker och UNEP år 1991 identifierat ett behov att inkludera miljöpåverkan i bankernas dagliga verksamhet. 1992 startades UNEP Financial Institutions Initiative, följt av UNEP Insurance Initiative år 1995. De båda organisationerna slogs samman 2003 och UNEP FI tog sin nuvarande form.

## Deklaration
UNEP FI:s deklaration lägger grunden för initiativets arbete. Deklarationen består av riktlinjer som skall följas av institutionerna som skrivit under denna, för att upprätta ett hållbarhetsperspektiv i deras verksamhet. Deklarationen är ambitiös och följs därför på frivillig basis, vilket minskar ansvaret för institutionerna. 
Institutioner som undertecknar deklarationen blir medlemmar i initiativet genom betala en medlemsavgift. Motiveringen till att bli medlem är att genom att implementera hållbarhetsprinciper i verksamheten, kan institutionen öka sin vinst genom den så kallade "triple bottom line"-principen och förbättrat samhällsansvar (CSR), vilket fungerar som ett incitament för långivning och investeringar.

## Global Roundtable
Vartannat år håller UNEP FI sitt globala toppmöte, ”Global Roundtable”, vars mål är att utveckla dialogen mellan den privata och offentliga sektorn i frågor rörande finans från ett hållbarhetsperspektiv. Sedan det första mötet år 1994 i Genève, Schweiz, har “the Global Roundtable” växt till en internationell händelse där dagordningen för mycket av kommande års arbete inom hållbar finansiering sätts. Varje upplaga av mötet hålls i en ny stad.
| Datum          | Plats                        |
| -------------- | ---------------------------- |
| 26-27 sep 1994 | Geneve, Schweiz              |
| 19-20 okt 2011 | Washington D.C., USA         |
| 2013           | Kina                         |
| 25-26 okt 2016 | Dubai, Förenade arabemiraten |
| 26-28 nov 2018 | Paris, Frankrike             |
| 13-14 okt 2020 | Virtual                      |
| 26 okt 2022    | Virtual                      |